# Heymann Reichmann
Heymann Reichmann, hebr.: Heyum Arje-Löb (geboren ca. 1809 in Rimpar bei Würzburg; gestorben vor 1877) war ein deutscher Rabbiner.

## Leben und Wirken
Heymann Reichmann war der Sohn des Händlers Samson Reichmann und der Bella. 1823 ging er an die Jeschiwa von Wolf Hamburg in Fürth. Am 5. Juni 1827 legte er die Religionslehrerprüfung bei Abraham Bing in Würzburg ab. Von 1827 bis 1835 besuchte er das Gymnasium in Schweinfurt, wo er am 24. August 1835 das Abitur bestand. Am 28. Oktober desselben Jahres immatrikulierte er sich an der Julius-Maximilians-Universität Würzburg, wo er vier Semester Philosophie studierte. Im Mai 1837 legte er die Staatsprüfung in Bayreuth ab. Gleichzeitig verlieh ihm Joseph Aub das Rabbinatsdiplom (Semicha).
Danach kehrte Reichmann nach Würzburg zurück, wo er mehrere Jahre Hauslehrer war, dann ging er nach Harburg an der Elbe. Im August 1844 wurde er Hofmeister bei dem Bankier R. E. Goldschmidt in Kassel. 1846 wurde er Landesrabbiner von Mecklenburg-Strelitz in Strelitz. 1849 geriet er in Streit mit dem Vorstand der Synagoge. Ihm wurde vorgeworfen, unter der Reaktion „den Denuncianten gespielt“ zu haben. Auch soll er sich von der Reform abgewandt und sich zur Orthodoxie bekehrt haben. Am 17. Februar 1850 kündigte ihm der Vorstand, was einen mehrjährigen Rechtsstreit zur Folge hatte. Am 15. August 1857 wurde er an der Universität Jena mit der Dissertation De Graecorum arte politica zum Doktor promoviert. Von ca. 1860 bis 1864 war Reichmann Rabbiner in Landsberg an der Warthe in der Provinz Brandenburg, von 1864 bis 1876 liberaler Rabbiner in Riga, Gouvernement Livland, Russisches Kaiserreich.
Reichmann starb vermutlich 1876, denn 1877 bot das Antiquariat Stuber in Würzburg seine nachgelassene Bibliothek an.

## Schriften (Auswahl)
- De Graecorum arte politica. Dissertation Jena 1857.